# Antonio Gómez de Galleguillos
Antonio de Galleguillos II o Antonio Gómez de Galleguillos y Rojas (San Bartolomé de La Serena, 1638 - Hacienda Pachingo-Valle de Limarí 1695) 
fue un noble y Terrateniente Español, Militar, explorador, conquistador, poblador y gobernante colonial con importante participación en la conquista de Chile y Argentina, uno de los pioneros en la elaboración del Pisco y Vino de Chile.Miembro de la Familia Galleguillos una de las familias Criollas  más acaudaladas de San Bartolomé de La Serena y principales terratenientes del sector costero del Valle de Limarí desde principios del siglo XVII hasta fines del siglo XIX y tronco de una de las más importantes Familias chilenas del Norte Chico en el Chile colonial.

## Biografía

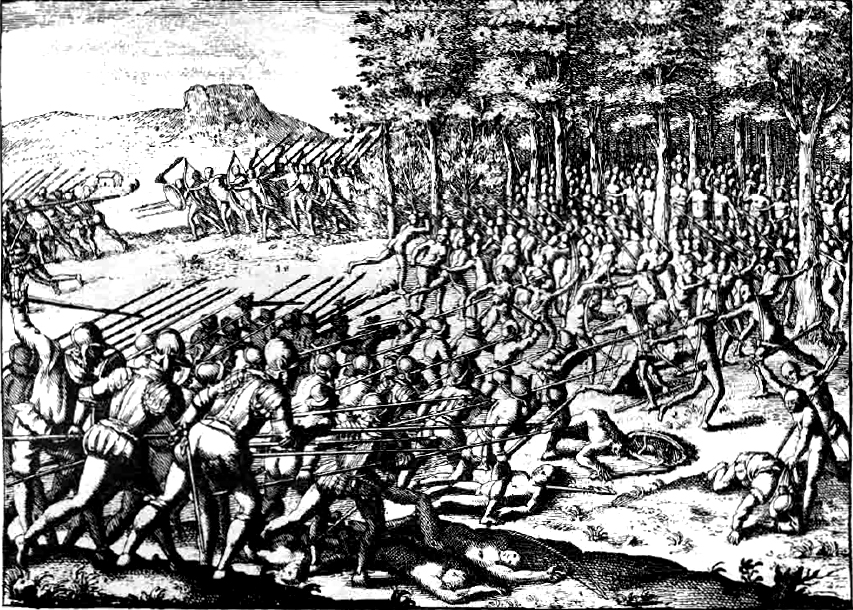
Batalla entre mapuches y españoles durante la Guerra de Arauco en una ilustración de Gerónimo de Bibar en su Crónica y relación copiosa y verdadera de los reynos de Chile.

Nació alrededor de 1638 en San Bartolomé de La Serena, Corregimiento de Coquimbo, en el entonces Reino de Chile, bautizado como Antonio en memoria de su abuelo materno el Capitán don Antonio de Galleguillos héroe de la Guerra de Arauco que murió asesinado por los mapuches junto al Gobernador del Reino de Chile don Martín García Óñez de Loyola en la Batalla de Curalaba el 24 de diciembre de 1598; Fue hijo del Maestre de Campo don Álvaro Gómez de Astudillo y Godínez, y de doña Cecilia de Rojas y Galleguillos, ricos y poderosos Hidalgos Encomenderos y Hacendados, dueños de la Hacienda Pachingo en el Valle de Limarí, además de vastas propiedades en los Valles de Elqui, Huasco, Choapa y Aconcagua.

## Actividad política y militar

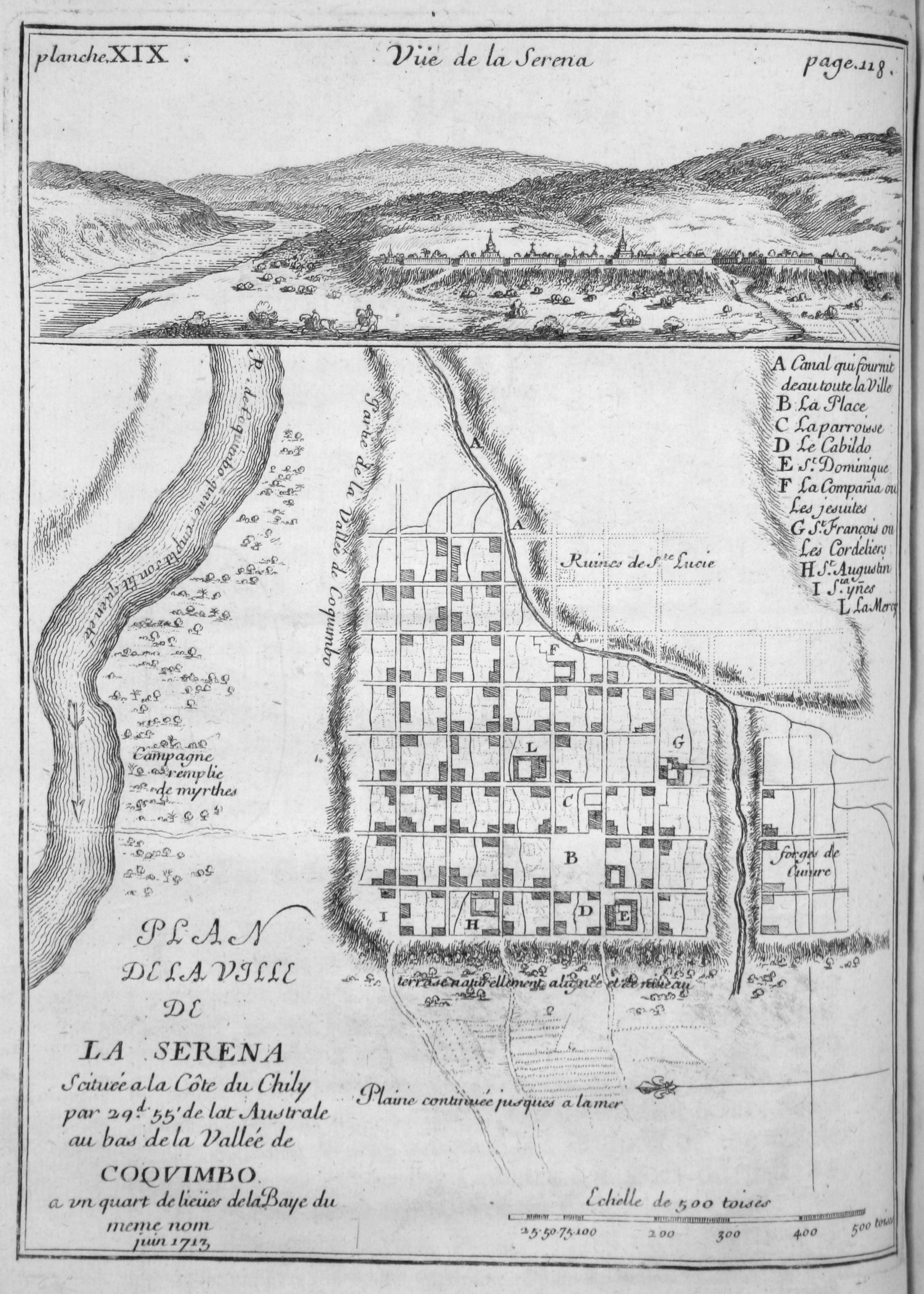
Mapa de San Bartolomé de La Serena en 1717 de la cual don Antonio Gómez de Galleguillos fue Corregidor Alcalde en 1690, Regidor en 1685.

Maestre de Campo y Capitán de Caballos Ligeros y Lanzas Españolas; Corregidor de La Serena Alcalde de primer voto de La Serena 1690, regidor de La Serena en 1685.

## Actividad comercial
En 1664 se casó en la ciudad de San Bartolomé de La Serena, Corregimiento de Coquimbo, en el entonces Reino de Chile.con la dama criolla doña Catalina de Riberos y Castilla biznieta del conquistador Francisco de Aguirre conquistador español que participó en la conquista de Chile y del noroeste de Argentina. Asignado como gobernador de Chile a la muerte de Pedro de Valdivia, fue también gobernador del Tucumán en tres oportunidades y fundador de las ciudades de La Serena (Chile) y Santiago del Estero (Argentina)., hija del Maestre de Campo y encomendero don Francisco de Riveros y Aguirre, Corregidor de La Serena 1685; dueño de las estancia Tongoy, Limarí y Quebrada Seca uno de los grandes terratenientes del Valle de Limarí y doña Elena Fernández de Castilla y Cortés Monroy a través de los contactos familiares de la aristocrática familia de su mujer, emparentada con ricos hacendados y mineros de la zona, serán sus contactos los que ayudarían a don Antonio Gómez de Galleguillos sus negocios.  
Antonio Gómez de Galleguillos fue un acaudalado hacendado y rico minero dedicándose a los negocios financieros, mineros, comerciales, agrícolas y ganaderos y administrando las abundantes haciendas y chacras que poseía en la época la familia de su mujer.Con el tiempo fue Dueño de extensas propiedades se dedicó al cultivo principalmente de la tríada mediterránea (trigo, olivo y viña), ganadero y criador de caballos que siglos más tarde darían origen al Caballo chileno, recuas de Mulas que eran enviadas a Potosí en pleno auge minero de la Plata, entre otros.

## Vitivinicultura

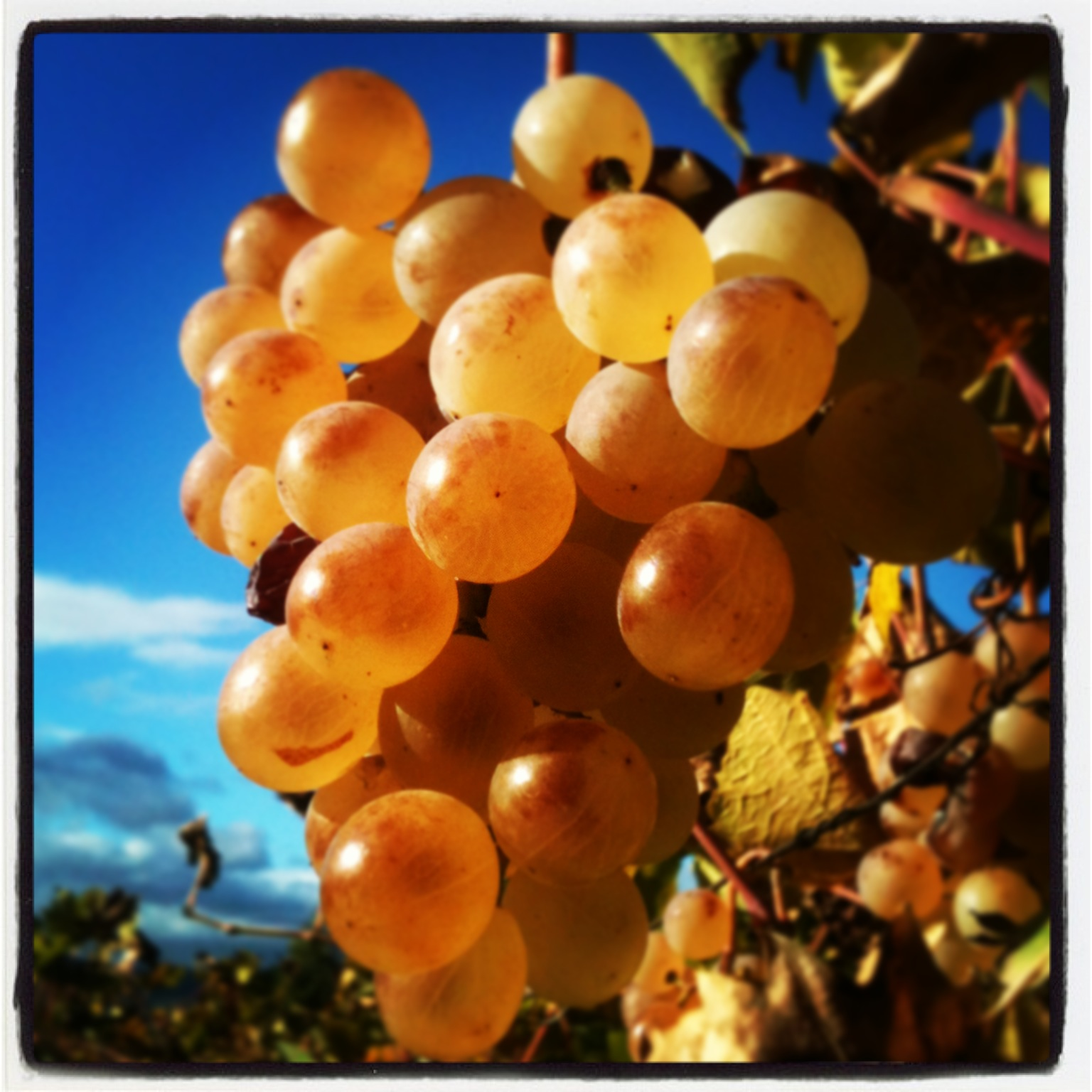
Los frutos de Moscatel de Alejandría, del cual Antonio Gómez de Galleguillos fue pionero en elaborar un Vino fortificado de Moscatel en Chile.

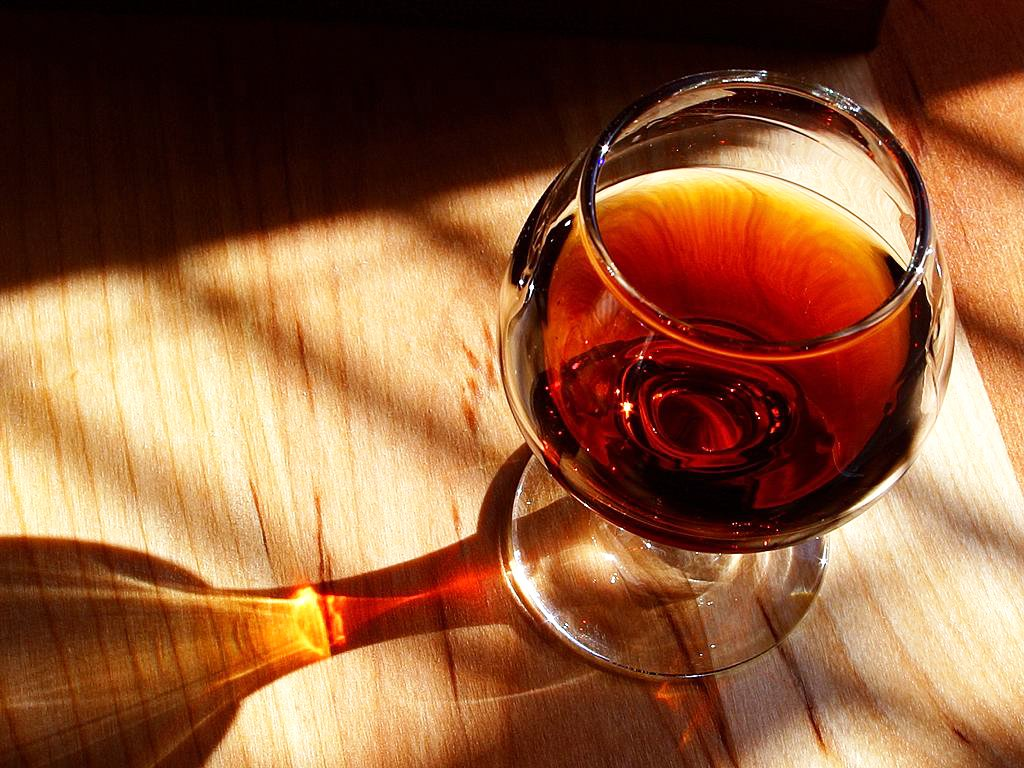
Antonio Gómez de Galleguillos fue pionero en elaborar un Vino fortificado de Moscatel en Chile.

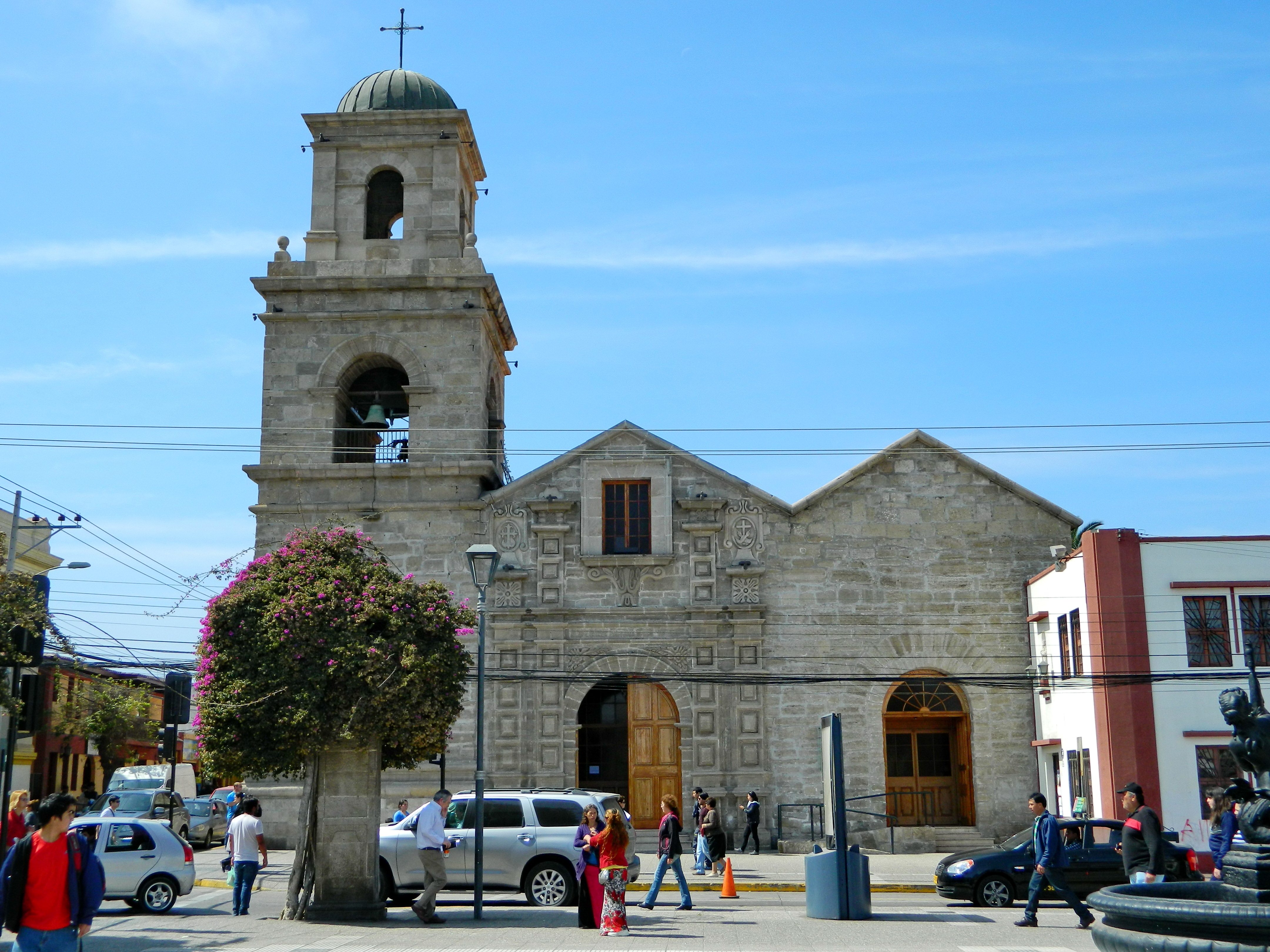
Iglesia de San Francisco el cual fuese Panteón de la Familia Galleguillos hasta comienzos del.

En 1576 las tierras del sector de Pachingo en el Valle de Limarí fueron cedidas como merced por el Gobernador del Reino de Chile Rodrigo de Quiroga al noble Vasco Hernández Godínez en nombre del rey Felipe II de España también fue Fundador y genearca de la Familia Galleguillos en América
El 24 de abril de 1695 en su Hacienda de Pachingo el nieto de Vasco Hernández Godínez, Don Antonio Gómez de Galleguillos Maestre de campo y encomendero, además de uno más grandes terratenientes del Valle de Limarí aquí también afirma ser poseedor de las estancias de La Punta, El Sauce, Yerbas Buenas, Ramadillas, El Totoral, Guasha Macho, Quebrada Seca, Los Algarrobos tierras colindantes con Pachingo.poseía una viña, importante para la época, la cual contaba con un viñedo de más de 5.140 Plantas y 20 parronales, La producción de vino y aguardiente se realizaba en un bodegón o bodega bastante bien habilitado, tanto en su construcción como en los implementos y herramientas necesarias para la vendimia. Contaba con lagares, alambiques, birques para enfriar cocidos, piquera y una abundante cantidad de vasijas y tinajas de diversas medidas y calidades, algunas de ellas para preparar vinagres.

## Matrimonio y descendencia
En 1664 se casó en La Serena con la dama criolla doña Catalina de Riberos y Castilla biznieta del conquistador Francisco de Aguirre conquistador español que participó en la conquista de Chile y del noroeste de Argentina. Asignado como gobernador de Chile a la muerte de Pedro de Valdivia, fue también gobernador del Tucumán en tres oportunidades y fundador de las ciudades de La Serena (Chile) y Santiago del Estero (Argentina).
De este matrimonio nacieron 12 hijos:

- Pedro de Galleguillos y Riberos de Castilla
- Gabriel de Galleguillos y Riberos de Castilla
- María de Galleguillos y Riberos de Castilla
- Francisco de Galleguillos y Riberos de Castilla
- Juan de Galleguillos y Riberos de Castilla
- Antonia de Galleguillos y Riberos de Castilla
- Agustina de Galleguillos y Riberos de Castilla
- Juana de Galleguillos y Riberos de Castilla
- Fabiana de Galleguillos y Riberos de Castilla
- Elena de Galleguillos y Riberos de Castilla
- Juan Antonio de Galleguillos y Riberos de Castilla
- Álvaro de Galleguillos y Riberos de Castilla
- Teresa de Galleguillos y Riberos de Castilla
- Cecilia de Galleguillos y Riberos de Castilla

## Fallecimiento
Falleció en 1695 en su de Hacienda Pachingo en el Valle de Limarí. sus restos fueron sepultados en el altar mayor de Iglesia de San Francisco Se le cuenta entre los benefactores de la orden franciscana donde fundó una capellanía de misas.